# Veļu māte
Veļu māte (lett. »Totenmutter«) ist in der lettischen Mythologie die in ein weißes Wolltuch gehüllte Herrscherin über das Totenreich. Wenn ein Mensch stirbt, wartet sie auf dem Friedhof auf ihn und empfängt ihn mit einem Festmahl und weist ihm einen Platz zu. Manchmal verschmilzt sie mit der Erdgöttin Zemes māte. Weitere Formen und Namen der Totengöttin sind Nāves māte »Todesmutter«, Kapu māte »Friedhofsmutter« oder Smilšu māte »Sandmutter«.